# Cyllopoda osiris
Cyllopoda osiris là một loài bướm đêm trong họ Geometridae.